# Станислав Благов
Станислав Петров Благов е български политик, кмет на община Свищов от 1999 до 2015 г.

## Биография

### Произход и образование
Станислав Благов е роден на 22 септември 1963 година в град Свищов, България. През 1982 година завършва Техникум по индустриална химия „Проф. д-р Асен Златаров“ – Свищов, специалност: „Техник-технолог“. През 1989 година завършва специалност „Счетоводство и контрол“ в Стопанска Академия „Димитър А. Ценов“, Свищов. През 1993 година специализира организация и управление на бизнеса във висшата бизнес школа към Стопанска академия, Свищов.

### Професионална кариера
В периода от 1989 до 1995 г. работи в Химически комбинат „Свилоза“ – Свищов, като заема различни длъжности – счетоводител (1989-1992), плановник (1992), координатор внос-износ (1992-1995). От 1999 г. е Заместник-директор в Завода за химическо оборудване в „Свилоза“ ЕАД.

## Отличия
На 27 септември 2001 г. получава Европейска диплома от Организация Съвета на Европа, за положени последователни усилия в трансграничното сътрудничество. Отличието му е връчено в Страсбург, Франция лично от генералния секретар на Парламентарната асамблея на Съвета на Европа г-н Валтер Швимер.